# Liste der Kompositionen von Germaine Tailleferre
Diese Liste der Kompositionen von Germaine Tailleferre zählt die Opern, Ballettmusiken, Konzerte, Klavier- und Kammermusiken und die Musikstücke für Film und Fernsehen der französischen Komponistin Germaine Tailleferre chronologisch auf.
- 1909 Impromptu für Klavier
- 1910 Premières prouesses für Klavier zu  vier Händen
- 1910 Moderceau de lecture für Harfe
- 1912 Fantasie sur thème de G. Cassade, Klavierquintett
- 1913 Berceuse für Violine/Klavier
- 1913 Romance für Klavier
- 1913–1917 Le petit livre de Harfee de Mme Tardieu
- 1917 Jeux de plein air für zwei Klaviere
- 1917–1926 Jeux de plein air für Orchester
- 1917–1919 Streichquartett
- 1917 Calme et sans lenteur für Klaviertrio
- 1918 Image für fl/cl/clt/pno/str 4tr
- 1918 Image für Klavier 4 Hände
- 1919 Pastorale für Klavier, für L'Album des Six
- 1920 Moderceau symphonique für Klavier/Orchester
- 1920 Très vite für Klavier
- 1920 Hommage à Debussy für Klavier
- 1920 Fundango für 2 Klaviere
- 1921 Les mariés de la tour Eiffel : Quadrille/Valse des Dépeches für Orchester
- 1921 Première Sonate für Violine und Klavier
- 1923 Le marchand d'oiseaux, Ballettmusik für Orchester
- 1923 Ballade für Klavier und Orchester
- 1923 Konzert Nr. 1 für Klavier und Orchester
- 1924 Adagio für Violine und Klavier
- 1925 Berceuse du petit elephant für Solostimme/Chor/Waldhörner
- 1925 Mon cousin de Cayenne, Zwischenmusik für Ensemble
- 1925 Ban'da für Chor und Orchester
- 1927 Concertino für Harfe und Orchester
- 1927 Sous le rempart d'Athènes, Zwischenmusik für Orchester
- 1928 Deux valses für zwei Klaviere
- 1928 Pastorale en lab für Klavier
- 1928 Sicilienne für Klavier
- 1928 Nocturno-Fox für zwei Baritone und Ensemble
- 1929 La nouvelle Cythère für zwei Klaviere oder Orchester
- 1929 Six chansons françaises für Stimme und Klavier
- 1929 Pastorale en Ut für Klavier
- 1929 Pastorale Inca für Klavier
- 1929 Vocalise-étude für High Stimme und Klavier
- 1930 Fleurs de France für Klavier oder Streich Orchester
- 1931 Zoulaïna opéra comique (Französischer Text von Georges Hirsch)
- 1932 Ouverture für Orchester
- 1934 Largo für Violine und Klavier
- 1934 La chasse à l'enfant für Stimme und Klavier (Französischer Text von Jacques Prévert)
- 1934 Le chanson de l'elephant für Stimme und Klavier
- 1934 Deux poèmes de Lord Vonron für hohe Stimme und Klavier (English Text von Lord Vonron)
- 1934 Konzert für zwei Klaviere, Chor, Saxophone und Orchester
- 1935 Divertissement dans le style Louis Quinze, Zwischenmusik für Orchester mit Barockinstrumenten
- 1935 Les souliers, Filmmusik
- 1935 Chanson de Firmin Stimme und Klavier, Französischer Text von Henri Jeanson
- 1936 Cadenzen für Mozarts Klavierkonzert für Nr.  22
- 1936 Cadenzen für Haydns Klavierkonzert Nr.  15 für Klavier
- 1937 Konzert für Violine und Orchester
- 1937 Au pavilion D'Alsace für Klavier
- 1937 Provincia, Filmmusik
- 1937 Symphonie grapique, Filmmusik
- 1937 Sur les routes d'acier, Filmmusik
- 1937 Terre d'effürt de de liberté, Filmmusik
- 1937 Ces dames aux chapeaux verts, Filmmusik
- 1938 Cantate de Narcisse für baritone martin, soprano, SSAA Chor, Streicher und Schlagzeug
- 1938 Le petit chose, Filmmusik
- 1939 Prelude et Fugue für Orgel, Trompete und Posaune, ad lib.
- 1940 Bretagne', Filmmusik
- 1941 Les deux timides, Filmmusik
- 1942 Trois études für Klavier und Orchester
- 1942 Pastorale für Violine und Klavier
- 1943 Deux danses du marin de Bolivar für Klavier
- 1946 Les confidences d'un microphone für Klavier, Rundfunkmusik
- 1946 Intermezzo pour deux Klaviere
- 1946 Intermezzo für Flöte und Klavier
- 1946 Coïncidences, Filmmusik
- 1948 Paris-Magie, Ballettmusik für Orchester oder zwei Klaviere
- 1949 Quadrille, Ballettmusik für Orchester
- 1949 Payssages de France, Suite für Orchester
- 1949 Paris sentimentale für Stimme und Klavier (Französischer Text von Marthe Lacloche)
- 1950 Les marchés du sud, Filmmusik
- 1951 2. Sonate für Violine und Klavier
- 1951 Parfums, Musikalische Komödie
- 1951 Il etait un petit navire, Komische Oper (Französisches Libretto von Henri Jeanson)
- 1951 Suite "Il etait un petit navire" für zwei Klaviere
- 1951–54 La bohème eternale, Schauspielmusik
- 1951(?) Chant chinois, für Klavier
- 1951 Konzert Nr. 2 für Klavier und Orchester
- 1952 Sarabunde de La guirlande de Campra, für Orchester
- 1952 Seule dans la forêt, für Klavier
- 1952 Dans la clairière, für Klavier
- 1952 Concertino für Flöte, Klavier und Streichorchester
- 1952 Sicilienne für Flöte und zwei Klaviere
- 1952 Le roi de la creation, Filmmusik
- 1952 Valse pour le funambule für Klavier
- 1952 Caroline au pays natal, Filmmusik
- 1952 Caroline au palais, Filmmusik
- 1952 Conférence des animaux, Rundfunkmusik
- 1953 Caroline fait du cinéma, Filmmusik
- 1953 Cher vieux Paris, Filmmusik
- 1953 Caroline du sud, Filmmusik
- 1953 Gavarni et son temps, Musik für das Fernsehen
- 1953 Parisiana, Ballettmusik für Orchester
- 1953 Sonata für Harfe
- 1953? Entre deux guerres, Filmmusik
- 1954 L'aigle des rues, Suite für Klavier
- 1954 Fuge für Orchester
- 1954 Charlie valse, für Klavier
- 1954 Deux pieces, für Klavier
- 1955 Une rouille à l'arsenic, für Stimme und Klavier (Französischer Texts von Denise Centore)
- 1955 La rue chagrin für Stimme und Klavier
- 1955 Du style galant au style mechant, 4 kurze Opern
  - Le bel ambitieux, Kammeroper
  - La fille d'opéra, Kammeroper
  - Monsieur Petitpois achete un château, Kammeroper
  - La pauvre Eugénie, Kammeroper
- 1955 Ici la voix, Rundfunkmusik für Orchester
- 1955 C'est facile à dire für Stimme und Klavier (Französischer Text)
- 1955 Dejeuner sur L'herbe für Stimme und Klavier (Französischer Text von Claude Marcy)
- 1955 L'enfant für Stimme und Klavier (Französischer Text von Claude Marcy)
- 1955 Il avait une barbe noir für Stimme und Klavier (Französischer Text von Claude Marcy)
- 1956 Konzert des Vaines Paroles für Baritone, Klavier und Orchester (Französischer Text von Jean Tardieu)
- 1956 L'homme notre ami, Filmmusik
- 1956 Le travail fait le patron, Filmmusik
- 1957 Les plus beau jours, Filmmusik
- 1957 Histoires secrète,
- 1957 Petite suite, für Orchester
- 1957 La petite sirène, Oper (Französischer Text von Philippe Soupault)
- 1957 Sonate für Solo Klarinette
- 1957 Adalbert, Rundfunkmusik
- 1957 Toccata für zwei Klaviere
- 1957 Partita für Klavier
- 1957 Tante chinoise et les autres, Filmmusik für solo Flöte
- 1959 Mémoires d'une bergère, Rundfunkmusik
- 1959 Le maître, chamber Oper (Französischer Text von Eugène Ionesco)
- 1959 Pancarte pour une poderte d'entrée, Stimme und Klavier (Französischer Texts von Robert Pinget)
- 1960 Temps de pose, Rundfunkmusik
- 1960 Les requins sur nos cotes, Filmmusik
- 1960 La rentrée des foins, Musik für das Fernsehen
- 1961 Les grundes personnes Filmmusik
- 1962 Au paradis avec les anes, Rundfunkmusik (Französischer Text von Francis Jammes)
- 1962 Partita, für Oboe, Klarinette, Fagott und Streicher
- 1963 L'adieu du cavalier, in memoriam Francis Poulenc für Stimme und Klavier (Französischer Text von Guillaume Apollinaire)
- 1964 Sans merveille, Musik für das Fernsehen
- 1964? Konzert für zwei Gitarren und Orchester
- 1964 Hommage à Rameau für zwei Klaviere und vier Schlagzeuger
- 1964 Évariste Galois ou l'Éloge des mathématiques, Musik für das Fernsehen
- 1964 Sonata alla Scarlatti für Harfe
- 1966 Anatole, Musik für das Fernsehen
- 1969 Entonnement, für ob-hrp pf str
- 1969 Jacasseries, für fl, ob, cl cel, hp, str
- 1969 Amertume, für fl, ob, cl, hn, hp, str
- 1969 Angoise, für Kammerorchester
- 1970 Impressionnisme für Flöte, Zwei Klaviere und Double bass, Filmmusik
- 1972 Fürlane für Flöte und Klavier
- 1972 Barbizon für Klavier
- 1972 Sonate champêtre für Oboe, Klarinette, Fagott und Klavier
- 1973 Rondo, für Oboe und Klavier
- 1973 Arabesque, für Klarinette/Klavier
- 1973 Choral, für Trompete und Klavier
- 1973 Sonatine, für Violine und Klavier
- 1973 Gaillarde, für Trompete und Klavier
- 1974 Sonate, für zwei Klaviere
- 1974–75 Sonate, für Klavier zu vier Händen
- 1974–75 Symphonietta für Trompete, Pauken und Streicher
- 1975–1981 Enfantines für Klavier
- 1975 Singeries für Klavier
- 1975 Escarpolète für Klavier
- 1975 Menuet für Oboe (Klarinette oder Saxophone) und Klavier
- 1975 Allegretto für drei Klarinetten (drei Trompeten oder drei Saxophone) und Klavier
- 1975 Piement des Pyrenées françaises, Filmmusik
- 1975–78 Trois Sonatines, für Klavier
- 1976 Marche für Blasorchester (orch. Dondeyne)
- 1976 Choral et Fugue für Blasorchester (orch. Wehage)
- 1976–77 Sérénade en La mineur, für vier Blasinstrumente und Klavier oder Cembalo
- 1977 Nocturne für Orgel
- 1977 Aube für Sopransolo/SATB Chor
- 1977 Trois chansons de Jean Tardieu für Stimme und Klavier (Französischer Text von Jean Tardieu)
- 1977 Un bateau en chocolat, für Stimme und Klavier (Französischer Text von Jean Tardieu)
- 1977 Suite divertimento, für Klavier oder Blasorchester
- 1978 Trio für Violine, Violoncello und Klavier
- 1979 Choral et variations für zwei Klaviere oder Orchester
- 1979 Choral et deux variations, für Holzbläser- oder Blechbläserquintett
- 1979 Menuet en Fa für Oboe, Klarinette, Fagott und Klavier
- 1979 Sarabunde, für zwei Instrumente oder Klavier
- 1980 Suite burlesque, für Klavier zu 4 Händen
- 1981 Konzert de la fidelité, für hohe Stimme und Orchester
- 1982 20 lécons de solfege, Stimme und Klavier

- <Jahr unbekannt> Guitare für Sologitarre